# 302e division d'infanterie
La 302e division d'infanterie (en allemand : 302. Infanterie-Division ou 302. ID) est une des divisions d'infanterie de l'armée allemande (Wehrmacht) durant la Seconde Guerre mondiale.

## Historique
La 302e division d'infanterie est formée le 12 novembre 1940 dans le secteur d'Ostmecklenburg en Poméranie dans le Wehrkreis II à partir des 75. et 292. Infanterie-Division en tant qu'élément de la 13. Welle (13e vague de mobilisation).
Elle est transférée en avril 1941 en France dans le secteur de Dieppe où elle repousse avec succès en août 1942 la tentative de débarquement britannique.
Elle est transférée dans la région d'Amiens en septembre 1942, puis sur le Front de l'Est en fin d'année 1942 avec l'Heeresgruppe Sud.
Elle combat sur le Don et lors de sa retraite en mars 1944, subit de lourdes pertes. Elle est versée dans l'Heeresgruppe Südukraine en avril 1944 et est encerclée et détruite lors de la bataille du Dniepr en août 1944. Les éléments survivants de la division sont intégrés dans les 15. et 75. Infanterie-Division.
Par ordre du 9 octobre 1944 (n° I/19539/44), la 302e division d'infanterie est déclarée dissoute avec effet immédiat.

## Organisation

### Commandants
| Date                                | Grade           | Commandant      |
| ----------------------------------- | --------------- | --------------- |
| 15 novembre 1940 - 26 novembre 1942 | Generalleutnant | Konrad Haase    |
| 26 novembre 1942 - 12 novembre 1943 | Generalleutnant | Otto Elfeldt    |
| 12 novembre 1943 - 25 janvier 1944  | Generalleutnant | Dr Karl Rüdiger |
| 25 janvier 1944 - Juillet 1944      | Generalleutnant | Erich von Bogen |
| Juillet 1944 - 25 août 1944         | Oberst          | Willi Fischer   |

### Officiers d'opérations (Generalstabsoffiziere (Ia))
| Date                          | Grade               | Commandant     |
| ----------------------------- | ------------------- | -------------- |
| Décembre 1940 - ?             | Oberstleutnant i.G. | Dr Erich Wilke |
| 1er mars 1942 - ?             | Oberstleutnant i.G. | Sartorius      |
| 15 juillet 1943 - 5 mars 1944 | Oberstleutnant i.G. | Otto Mitlacher |
| 5 mars 1944 - 25 août 1944    | Oberstleutnant i.G. | Hermann Adam   |

## Théâtres d'opérations
- Allemagne et France : Novembre 1940 - Janvier 1943
- Front de l'Est secteur Sud : Janvier 1943 - Août 1944

## Ordres de bataille
Novembre 1940
- Infanterie–Regiment 570
- Infanterie–Regiment 571
- Infanterie–Regiment 572
- Artillerie–Regiment 302
- Panzerjäger–Abteilung 302
- Pionier–Bataillon 302
- Nachrichten–Kompanie 302
- Infanterie-Division-Nachschubführer 302
- Sanitäts-Kompanie 302 (besp.)
- Krankenkraftwagenzug 302

Janvier 1943
- Infanterie–Regiment 570
- Infanterie–Regiment 571
- Infanterie–Regiment 572
- Artillerie–Regiment 302
- Schnelle Abteilung 302
- Radfahr-Abteilung 302
- Pionier-Bataillon 302
- Nachrichten-Abeilung 302
- Kommandeur der Inf.Div.Nachschubtruppen 302
- Sanitäts-Kompanie 302 (besp.)
- Krankenkraftwagenzug 302

Mars 1944
- Grenadier–Regiment 570
- Grenadier–Regiment 572
- Divisions-Gruppe 125
  - Regiments-Gruppe 420
  - Regiments-Gruppe 421
- Divisions-Füsilier-Bataillon 302
- Artillerie–Regiment 302
- Schnelle Abteilung 302
- Pionier–Bataillon 302
- Feldersatz–Bataillon 302
- Nachrichten-Abeilung 302
- Kommandeur der Inf.Div.Nachschubtruppen 302
- Sanitätskompanie 302
- Krankenkraftwagenzug 302